# Llano Segundo
Llano Segundo är en ort i Mexiko.   Den ligger i kommunen Zimapán och delstaten Hidalgo, i den sydöstra delen av landet, 140 km norr om huvudstaden Mexico City. Llano Segundo ligger 1 863 meter över havet och antalet invånare är 316.
Terrängen runt Llano Segundo är kuperad. Runt Llano Segundo är det ganska glesbefolkat, med 45 invånare per kvadratkilometer. Närmaste större samhälle är Zimapan, 12,5 km nordost om Llano Segundo. Trakten runt Llano Segundo består i huvudsak av gräsmarker.